# Александр Зверєв

Александр «Саша» Зверєв (нім. Alexander Zverev; рос. Зверев Александр Александрович; нар. 20 квітня 1997) — німецький професійний тенісист. Зверєв — син колишнього російського тенісиста Олександра Зверєва та молодший брат німецького тенісиста Міші Зверєва. Олімпійський чемпіон Токіо-2020.
У травні 2017 Зверєв вперше увійшов у топ-10 рейтингу після перемоги над Новаком Джоковичем у фіналі римського Мастерса. Це був його перший титул на турнірах категорії Мастерс, а здолавши Роджера Федерера у фіналі канадського Мастерсу, він виграв другий такий титул та піднявся на 3 сходинку рейтингу, яка досі залишається його найвищим досягненням.

## Статистика виступів

### Турніри Великого шолома
Станом на кінець Відкритого чемпіонату Австралії з тенісу 2020.
| Турнір           | 2013 | 2014 | 2015 | 2016 | 2017 | 2018 | 2019 | 2020 | Титулів | В-П   | % перемог |
| ---------------- | ---- | ---- | ---- | ---- | ---- | ---- | ---- | ---- | ------- | ----- | --------- |
| Australian Open  | A    | A    | РК1  | 1К   | 3К   | 3К   | 4К   | ПФ   | 0 / 5   | 12–5  | 71 %      |
| French Open      | A    | A    | РК2  | 3К   | 1К   | ЧФ   | ЧФ   |      | 0 / 4   | 10–4  | 71 %      |
| Вімблдон         | A    | A    | 2К   | 3К   | 4К   | 3К   | 1К   |      | 0 / 5   | 8–5   | 62 %      |
| US Open          | A    | РК2  | 1К   | 2К   | 2К   | 3К   | 4К   |      | 0 / 5   | 7–5   | 58 %      |
| Перемоги–поразки | 0–0  | 0–0  | 1–2  | 5–4  | 6–4  | 10–4 | 10–4 | 5–1  | 0 / 19  | 37–19 | 66 %      |

### Підсумковий турнір
| Турнір    | 2013              | 2014              | 2015              | 2016              | 2017 | 2018 | 2019 | Титулів | В-П | % перемог |
| --------- | ----------------- | ----------------- | ----------------- | ----------------- | ---- | ---- | ---- | ------- | --- | --------- |
| Фінал ATP | Не кваліфікувався | Не кваліфікувався | Не кваліфікувався | Не кваліфікувався | ГР   | П    | ПФ   | 1 / 3   | 7-5 | 58 %      |

## Фінали туру ATP

### Одиночний розряд: 39 (24 титули, 15 поразок)
| Легенда                           |
| --------------------------------- |
| Турніри Великого шлему (0–3)      |
| Теніс на Олімпійських іграх (1–0) |
| Фінал ATP (2–0)                   |
| Тур ATP Мастерс 1000 (7–5)        |
| Тур ATP 500 (6–4)                 |
| Тур ATP 250 (8–3)                 |

| Фінали за покриттям |
| ------------------- |
| Тверде (15–7)       |
| Ґрунт (9–5)         |
| Трава (0–3)         |

| Фінали за умовами |
| ----------------- |
| Під небом (16–13) |
| У залі (8–2)      |

| Результат | В-П   | Дата     | Турнір                                            | Tier         | Покриття   | Опонент                 | Рахунок                      |
| --------- | ----- | -------- | ------------------------------------------------- | ------------ | ---------- | ----------------------- | ---------------------------- |
| Поразка   | 0–1   | Тра 2016 | Nice Open, Франція                                | ATP 250      | Ґрунт      | Домінік Тім             | 4–6, 6–3, 0–6                |
| Поразка   | 0–2   | Чер 2016 | Halle Open, Німеччина                             | ATP 500      | Трава      | Флоріан Маєр (тенісист) | 2–6, 7–5, 3–6                |
| Перемога  | 1–2   | Вер 2016 | St. Petersburg Open, Росія                        | ATP 250      | Тверде (i) | Стен Вавринка           | 6–2, 3–6, 7–5                |
| Перемога  | 2–2   | Лют 2017 | Open Sud de France, Франція                       | ATP 250      | Тверде (i) | Рішар Гаске             | 7–6(7–4), 6–3                |
| Перемога  | 3–2   | Тра 2017 | BMW Open, Німеччина                               | ATP 250      | Ґрунт      | Гідо Пелья              | 6–4, 6–3                     |
| Перемога  | 4–2   | Тра 2017 | Мастерс Рим, Італія                               | Masters 1000 | Ґрунт      | Новак Джокович          | 6–4, 6–3                     |
| Поразка   | 4–3   | Чер 2017 | Halle Open, Німеччина                             | ATP 500      | Трава      | Роджер Федерер          | 1–6, 3–6                     |
| Перемога  | 5–3   | Сер 2017 | Washington Open, США                              | ATP 500      | Тверде     | Кевін Андерсон          | 6–4, 6–4                     |
| Перемога  | 6–3   | Сер 2017 | Мастерс Канада, Канада                            | Masters 1000 | Тверде     | Роджер Федерер          | 6–3, 6–4                     |
| Поразка   | 6–4   | Кві 2018 | Відкритий чемпіонат Маямі з тенісу, США           | Masters 1000 | Тверде     | Джон Ізнер              | 7–6(7–4), 4–6, 4–6           |
| Перемога  | 7–4   | Тра 2018 | Bavarian Championships, Німеччина (2)             | ATP 250      | Ґрунт      | Філіпп Кольшрайбер      | 6–3, 6–3                     |
| Перемога  | 8–4   | Тра 2018 | Мастерс Мадрид, Іспанія                           | Masters 1000 | Ґрунт      | Домінік Тім             | 6–4, 6–4                     |
| Поразка   | 8–5   | Тра 2018 | Italian Open, Італія                              | Masters 1000 | Ґрунт      | Рафаель Надаль          | 1–6, 6–1, 3–6                |
| Перемога  | 9–5   | Сер 2018 | Washington Open, США (2)                          | ATP 500      | Тверде     | Алекс де Мінор          | 6–2, 6–4                     |
| Перемога  | 10–5  | Лис 2018 | Фінал ATP, Велика Британія                        | ATP Фінали   | Тверде (i) | Новак Джокович          | 6–4, 6–3                     |
| Поразка   | 10–6  | Бер 2019 | Abierto Mexicano TELCEL, Мексика                  | ATP 500      | Тверде     | Нік Киріос              | 3–6, 4–6                     |
| Перемога  | 11–6  | Тра 2019 | Geneva Open, Швейцарія                            | ATP 250      | Ґрунт      | Ніколас Яррі            | 6–3, 3–6, 7–6(10–8)          |
| Поразка   | 11–7  | Жов 2019 | Мастерс Шанхай, КНР                               | Masters 1000 | Тверде     | Данило Медведєв         | 4–6, 1–6                     |
| Поразка   | 11–8  | Вер 2020 | Відкритий чемпіонат США з тенісу, США             | Grand Slam   | Тверде     | Домінік Тім             | 6–2, 6–4, 4–6, 3–6, 6–7(6–8) |
| Перемога  | 12–8  | Жов 2020 | Cologne Indoors, Німеччина                        | ATP 250      | Тверде (i) | Фелікс Оже-Аліассім     | 6–3, 6–3                     |
| Перемога  | 13–8  | Жов 2020 | Cologne Турнір, Німеччина                         | ATP 250      | Тверде (i) | Дієго Шварцман          | 6–2, 6–1                     |
| Поразка   | 13–9  | Лис 2020 | Мастерс Париж, Франція                            | Masters 1000 | Тверде (i) | Данило Медведєв         | 7–5, 4–6, 1–6                |
| Перемога  | 14–9  | Бер 2021 | Abierto Mexicano TELCEL, Мексика                  | ATP 500      | Тверде     | Стефанос Ціціпас        | 6–4, 7–6(7–3)                |
| Перемога  | 15–9  | Тра 2021 | Madrid Open, Іспанія (2)                          | Masters 1000 | Ґрунт      | Маттео Берреттіні       | 6–7(8–10), 6–4, 6–3          |
| Перемога  | 16–9  | Лип 2021 | Літні Олімпійські ігри, Японія                    | Olympics     | Тверде     | Карен Хачанов           | 6–3, 6–1                     |
| Перемога  | 17–9  | Сер 2021 | Мастерс Цинциннаті, США                           | Masters 1000 | Тверде     | Андрій Рубльов          | 6–2, 6–3                     |
| Перемога  | 18–9  | Жов 2021 | Vienna Open, Австрія                              | ATP 500      | Тверде (i) | Френсіс Тіафо           | 7–5, 6–4                     |
| Перемога  | 19–9  | Лис 2021 | ATP Фінали, Італія (2)                            | ATP Фінали   | Тверде (i) | Данило Медведєв         | 6–4, 6–4                     |
| Поразка   | 19–10 | Лют 2022 | Open Sud de Франція, Франція                      | ATP 250      | Тверде (i) | Олександр Бублик        | 4–6, 3–6                     |
| Поразка   | 19–11 | Тра 2022 | Madrid Open, Іспанія                              | Masters 1000 | Ґрунт      | Карлос Алькарас         | 3–6, 1–6                     |
| Перемога  | 20–11 | Лип 2023 | Hamburg European Open, Німеччина                  | ATP 500      | Ґрунт      | Ласло Дьоре             | 7–5, 6–3                     |
| Перемога  | 21–11 | Вер 2023 | Chengdu Open, КНР                                 | ATP 250      | Тверде     | Роман Сафіуллін         | 6–7(2–7), 7–6(7–5), 6–3      |
| Перемога  | 22–11 | Тра 2024 | Italian Open, Італія (2)                          | Masters 1000 | Ґрунт      | Ніколас Яррі            | 6–4, 7–5                     |
| Поразка   | 22–12 | Чер 2024 | Відкритий чемпіонат Франції з тенісу, Франція     | Grand Slam   | Ґрунт      | Carlos Alcaraz          | 3–6, 6–2, 7–5, 1–6, 2–6      |
| Поразка   | 22–13 | Лип 2024 | Hamburg Open, Німеччина                           | ATP 500      | Ґрунт      | Артюр Фіс               | 3–6, 6–3, 6–7(1–7)           |
| Перемога  | 23–13 | Жов 2024 | Paris Masters, Франція                            | Masters 1000 | Тверде (i) | Юго Енбер               | 6–2, 6–2                     |
| Поразка   | 23–14 | Січ 2025 | Відкритий чемпіонат Австралії з тенісу, Австралія | Grand Slam   | Тверде     | Яннік Сіннер            | 3–6, 6–7(4–7), 3–6           |
| Перемога  | 24–14 | Кві 2025 | Bavarian Championships, Німеччина (3)             | ATP 500      | Ґрунт      | Бен Шелтон              | 6–2, 6–4                     |
| Поразка   | 24–15 | Чер 2025 | Stuttgart Open                                    | ATP 250      | Трава      | Тейлор Фріц             | 6–3, 7–6(7–0)                |

### Парний розряд: 8 (2 титули, 6 поразок)
| Легенда                |
| ---------------------- |
| Grand Slam (0–0)       |
| ATP Фінали (0–0)       |
| ATP Masters 1000 (0–1) |
| ATP 500 (1–3)          |
| ATP 250 (1–2)          |

| Фінали за покриттям |
| ------------------- |
| Тверде (2–2)        |
| Ґрунт (0–2)         |
| Трава (0–2)         |

| Фінали за умовами |
| ----------------- |
| Під небом (1–4)   |
| У залі (1–2)      |

| Результат | В-П | Дата     | Турнір                              | Tier         | Покриття   | Партнер      | Опоненти                     | Рахунок               |
| --------- | --- | -------- | ----------------------------------- | ------------ | ---------- | ------------ | ---------------------------- | --------------------- |
| Поразка   | 0–1 | Тра 2015 | BMW Open, Німеччина                 | ATP 250      | Ґрунт      | Міша Зверєв  | Александер Пея Бруно Соарес  | 6–4, 1–6, [5–10]      |
| Поразка   | 0–2 | Лют 2016 | Open Sud de France, Франція         | ATP 250      | Тверде (i) | Міша Зверєв  | Мате Павич Майкл Вінус       | 5–7, 6–7(4–7)         |
| Перемога  | 1–2 | Лют 2017 | Open Sud de Франція, Франція        | ATP 250      | Тверде (i) | Міша Зверєв  | Фабріс Мартен Деніел Нестор  | 6–4, 6–7(3–7), [10–7] |
| Поразка   | 1–3 | Чер 2017 | Halle Open, Німеччина               | ATP 500      | Трава      | Міша Зверєв  | Лукаш Кубот Марсело Мело     | 7–5, 3–6, [8–10]      |
| Поразка   | 1–4 | Чер 2018 | Halle Open, Німеччина               | ATP 500      | Трава      | Міша Зверєв  | Лукаш Кубот Марсело Мело     | 6–7(1–7), 4–6         |
| Поразка   | 1–5 | Жов 2018 | Swiss Indoors, Швейцарія            | ATP 500      | Тверде (i) | Міша Зверєв  | Домінік Інглот Франко Шкугор | 2–6, 5–7              |
| Перемога  | 2–5 | Бер 2019 | Abierto Mexicano TELCEL, Мексика    | ATP 500      | Тверде     | Міша Зверєв  | Остін Крайчек Артем Сітак    | 2–6, 7–6(7–4), [10–5] |
| Поразка   | 2–6 | Кві 2024 | Мастерс Монте-Карло, Франція/Монако | Masters 1000 | Ґрунт      | Марсело Мело | Сандер Жіє Йоран Вліґен      | 7–5, 3–6, [5–10]      |

## Нагороди
- Чемпіон світу ITF (2013)
- Завтрашня зірка (2015)